# Łopatki-Cegielnia
Łopatki-Cegielnia – wieś w Polsce położona w województwie łódzkim, w powiecie łaskim, w gminie Łask.
W latach 1975–1998 miejscowość administracyjnie należała do województwa sieradzkiego. W przeszłości znajdowała się tu cegielnia (stąd drugi człon miejscowości). Cegielnia upadła w drugiej połowie lat 90.